# Stade Elisa
Le stade Elisa (en finnois : Elisa Stadion) ou stade de football d'Hietalahti (en finnois : Hietalahden jalkapallostadion) est un stade de football du quartier d'Hietalahti à Vaasa en Finlande.

## Présentation
Le stade ouvre ses portes en 1936. 
Le stade sert de terrain d'attache au VPS Vaasa jouant en D2.
Le stade est agrandi et la nouvelle partie du stade est ouverte en 2016.
Le stade a une capacité de 6 009 places.
Le sponsor du stade est la société de télécommunications finlandaise Elisa.
Le stade co-organise le Championnat d'Europe des moins de 19 ans de l'UEFA 2018 en juillet 2018.